# Wehrkunde (Zeitschrift)
Wehrkunde  – Zeitschrift alle Wehrfragen  war von 1952 bis 1976 eine deutsche monatlich erscheinende militärische Fachzeitschrift. Sie wurde von der Gesellschaft für Wehrkunde herausgegeben, dessen Organ und Mitteilungsblatt sie war. Sie erschien im Verlag „Europäische Wehrkunde“ in München, von 1952 bis 1954 aber bei Bouché, ebenfalls in München. Ab 1976 wurde die Zeitschrift als Europäische Wehrkunde fortgesetzt.
Wehrkunde hatte von 1959 bis 1970 als Beilage die Mitteilungen für die Reserveoffiziere der Bundeswehr – Organ für die deutschen Mitglieder der Confédération Interalliée des Officiers de Réserve (C.I.O.R.). Die Beilage ging dann in der Zeitschrift auf.